# Wonder Man
Wonder Man (bra Um Rapaz do Outro Mundo) é um filme estadunidense de 1945, do gênero comédia fantástico-músico-policial, dirigido por H. Bruce Humberstone e estrelado por Danny Kaye e Virginia Mayo.

## Sinopse
Apresentador de boate assassinado volta como fantasma disposto a levar seus algozes à Justiça, e para isso tenta obter a ajuda de seu irmão gêmeo que ficou entre os vivos.

## Prêmios e indicações
| Prêmio/evento           | Categoria                            | Situação                             | Recipientes |
| ----------------------- | ------------------------------------ | ------------------------------------ | ----------- |
| Oscar 1946              | Melhores efeitos (sonoros e visuais) | John Fulton, Arthur W. Johns         | Venceu      |
| Oscar 1946              | Melhor trilha sonora                 | Ray Heindorf, Lou Forbes             | Indicado    |
| Oscar 1946              | Melhor canção original               | David Rose, Leo Robin ("So in Love") | Indicado    |
| Oscar 1946              | Melhor mixagem de som                | Gordon Sawyer                        | Indicado    |
| Festival de Cannes 1946 | Palma de Ouro (melhor filme)         | Samuel Goldwyn (prod.)               | Indicado    |

## Elenco
| Ator/Atriz       | Personagem                  |
| ---------------- | --------------------------- |
| Danny Kaye       | Edwin Dingle / Buzzy Bellew |
| Virginia Mayo    | Ellen Shanley               |
| Vera-Elle        | Midge Mallon                |
| Donald Woods     | Monte Rossen                |
| S. Z. Sakall     | Schmidt                     |
| Allen Jenkins    | Chimp                       |
| Edward Brophy    | Torso                       |
| Steve Cochran    | Ten Grand Jackson           |
| Otto Kruger      | Promotor de Justiça         |
| Richard Lane     | Assisitente do promotor     |
| Natalie Schafer  | Semhora Hume                |
| Huntz Hall       | Marinheiro                  |
| Virginia Gilmore | Namorada do marinheiro      |
| Ed Gargan        | Policial no parque          |
| Alice Mock       | Prima Donna                 |

## Produção
Segundo longa-metragem de Kaye e primeiro em que ele interpreta mais de um papel, o filme também marca a estreia no cinema de Steve Cochran e Vera-Ellen.
O roteiro, escrito a doze mãos, permite tanto a Kaye mostrar sua versatilidade quanto ao produtor Samuel Goldwyn incluir suas Goldwyn Girls. Além disso, rodado em Technicolor e com um diretor que soube extrair bons desempenhos do elenco, o filme foi um dos campeões de bilheteria da RKO no ano.
Entre os destaques, citam-se uma paródia à ópera (mais tarde utilizada com variações em Knock on Wood 1954), a interpretação sensível de Kaye para Otchi Chornya e uma vinheta onde Kaye imita todos os "habitantes" de uma pet shop.